# 陈司成
陳司成（?—?），字韶九，浙江海寧人。明代医学家。
陳司成出身醫道世家，八代業醫，精外科。對於梅毒有深入了解，首創砷劑治療梅毒。崇禎五年（1632年）撰有《霉瘡秘錄》一卷，是中國現存最早的梅毒學專著。該書記錄二十九例病例，詳盡地敘述梅毒症狀、傳染及遺傳，提出「解毒、清熱、殺蟲」的治療法則，用藥則以砷、汞為主的“生生乳”進行治療。